# Silvia Braslavsky
Silvia Elsa Braslavsky (n. 5 de abril de 1942, Buenos Aires, Argentina) es una química argentina.
Braslavsky ha trabajado extensamente en fotobiología, siendo especialista en fotooptoacústica experimental. Fue investigadora sénior y profesora del Instituto Max Planck de Química Bioinorgánica (antes Química radiativa) hasta su retiro en 2007. En 2016 la Facultad de Ciencias Exactas la distinguió con el doctorado honoris causa de la Universidad de Buenos Aires en virtud de su destacada carrera científica.

## Carrera científica
Braslavsky concurrió a la Escuela Normal N.º 4 de Caballito, y luego realizó la licenciatura en química en la UBA, graduándose en 1963. Y enseñaba química en la Universidad de Buenos Aires pero dejó la Argentina a posteriori de la La Noche de los Bastones Largos fue una de los más de trescientos renunciantes después de la Noche de los Bastones. Mientras era asistente de investigación, en Santiago de Chile defendió su tesis de PhD por la Universidad de Buenos Aires. Siguiendo sus cargos temporarios en la Penn State University (1969-1972), Universidad Nacional de Río Cuarto, Argentina (1972-1975), nuevamente en Penn State (1975) y en la Universidad de Alberta en Edmonton, Canadá (1975), se trasladó al Instituto Max Planck de Química Radiativa, en Mülheim, Alemania (1976), donde permaneció hasta su jubilación en 2007.

## Funciones
Braslavsky poseyó numerosos cargos oficiales en el campo científico de la química. Desde 2000, es la presidenta del Subcomité del IUPAC en fotoquímica. Desde 2006 es miembro correspondiente del CONICET; miembro del Comité Científico Asesor Internacional del Instituto de Química, Física de Materiales, Medio Ambiente y Energía (INQUIMAE). Actualmente, es presidenta y principal organizadora de la 16.ª Conferencia Internacional de Fotobiología, a celebrarse en Córdoba (Argentina) en 2014.
Desde 2010 es miembro del panel representativo de la RCAA Red de Científicos Argentinos en Alemania.

## Honores y galardones
- 1998: primera mujer en ser galardonada con el "Research Award" de la American Society for Photobiology.[7]
- 2002: artículo de Christoph Forreiter y Gottfried Wagner dedicado a la profesora Silvia Braslavsky en ocasión de su 60.º natalicio[8]
- 2004: Premio Elhuyar-Goldschmidt de la Real Sociedad Española de Química y de la Sociedad Alemana de Química[9]
- 2008: primera mujer en ser galardonada Doctor Honoris Causa por la Universidad Ramon Llull, Barcelona[10][11]
- 2011: “Premio Raíces” por el Ministerio de Ciencia, Tecnología e Innovación Productiva (MINCYT) de Argentina en reconocimiento a su compromiso en la cooperación científica entre Argentina y Alemania[12]

## Familia
Es una de las hijas de la educadora Berta Perelstein de Braslavsky (1913-2008) y del bioquímico Lázaro Braslavsky, y hermana de la pedagoga, consultora internacional en enseñanza, directora de la Oficina internacional de Educación Archivado el 6 de noviembre de 2015 en Wayback Machine. de UNESCO Cecilia Braslavsky (1952-2005); y tiene dos hijas: la socióloga Paula Irene Villa Braslavksy y Carolina Klockow Braslavksy.